# Helena Jamontt

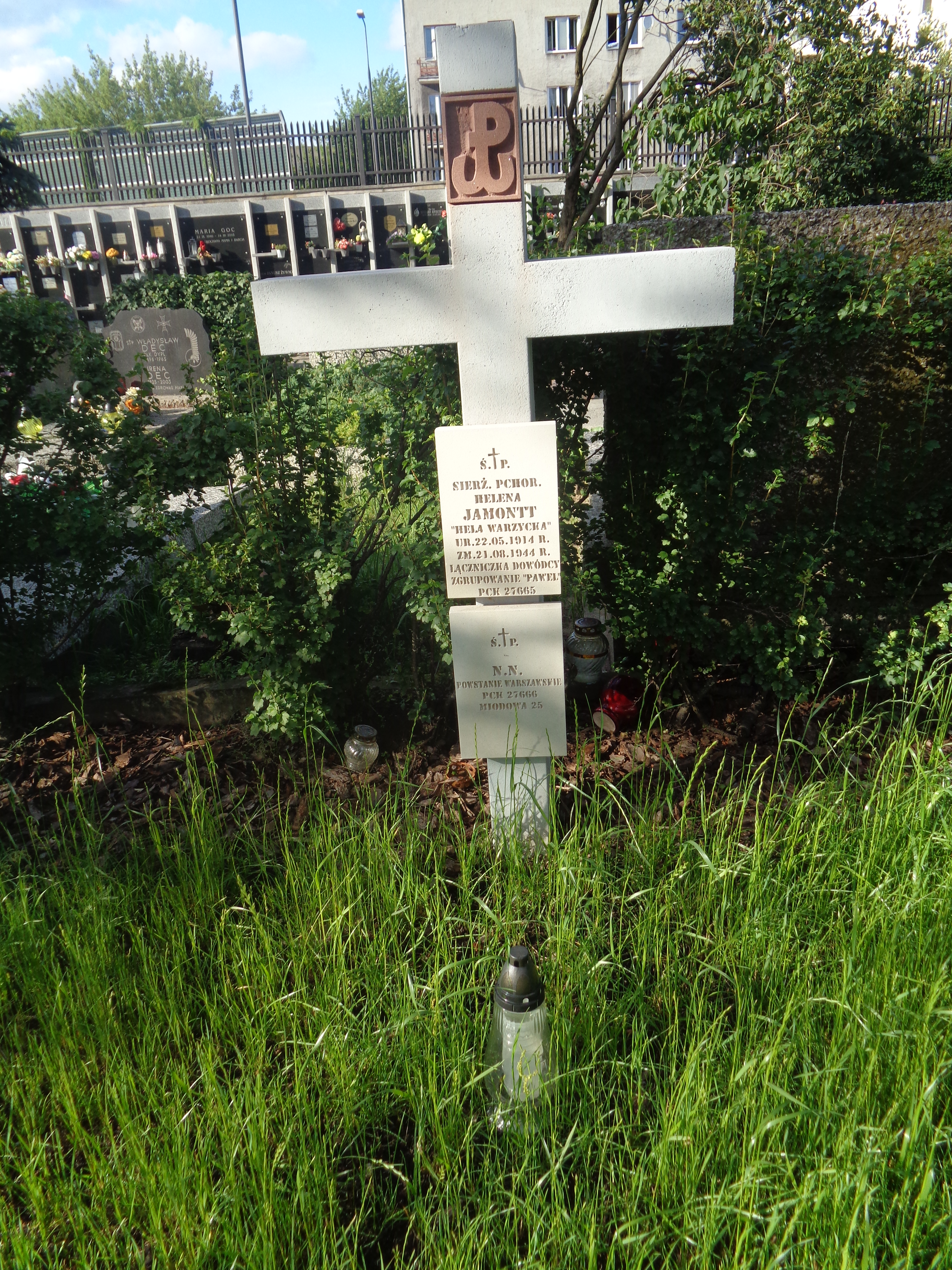
Grób Heleny Jamontt na Cmentarzu Wojskowym na Powązkach

Helena Jamontt herbu Pobóg, ps. „Bogucka”, „Hela”, „Hela Wawrzycka” (ur. 22 maja 1914 w Warszawie, zm. 21 sierpnia 1944 tamże) – prawniczka, działaczka Falangi, żołnierz AK.

## Życie
Była córką Janusza Jamontta i Róży z d. de Latour. Jej bratem był Władysław Jamontt. Uczęszczała do Gimnazjum Humanistycznego Cecylii Plater-Zyberkówny i tutaj złożyła egzamin maturalny w 1932. Była harcerką w VI Żeńskiej Warszawskiej Drużynie Harcerskiej. Studiowała na Wydziale Prawa UW, gdzie w 1936 została magistrem. Następnie studiowała filozofię i psychologię na Wydziale Humanistycznym tej uczelni (magisterium w zakresie filozofii w 1937). Była aktywna w kole naukowym prawników, kole naukowym socjologów, w Polskiej Macierzy Szkolnej. Działała w RNR-Falanga. Była także członkinią Młodzieży Wszechpolskiej, OWP i ONR.
Podczas  II wojny światowej była aktywna w Konfederacji Narodu (pion kobiet). Kierowała Wydziałem Więziennictwa KN (pomoc więźniom Pawiaka), działała w Wydziale Opieki (wsparcie dla żołnierzy UBK z rodzinami). W 1942 przyczyniła się do powstania Międzyorganizacyjnego Porozumienia Pomocy Więźniom, na czele którego stała do wybuchu powstania warszawskiego (pomagano więźniom Pawiaka, obozu Auschwitz i Majdanka, ich rodzinom). Ratowała dzieci pochodzenia żydowskiego.
Podczas powstania warszawskiego walczyła w Zgrupowaniu „Radosław” jako łączniczka. Zginęła w trakcie przenoszenia meldunku.  Po ekshumacji w 1951 przy ul. Miodowej 25 pochowana na Cmentarzu Wojskowym na Powązkach (kwatera A2-4-12).